# Джеймс Ейнджъл
Джеймс Крауфорд Ейнджъл Маршал (на английски: James Crawford Angel Marshall) е американски авиатор, изследовател на Южна Америка.

## Биография
Роден е на 1 август 1899 година Спрингфийлд, щат Мисури, САЩ, в семейството на Маргарет Бел Ейнджъл и Глен Дейвис Ейнджъл.
На 18 ноември 1933, докато лети над Гвианската планинска земя за търсене на рудни находища, приземява принудително малкия си аероплан „Фламинго“ върху Аин тепу („тепу“ – камениста планина от пясъчник) във Венецуела и открива най-високия водопад в света, който е наречен на негово име – Анхел (5°58′ с. ш. 62°32′ з. д. / 5.966667° с. ш. 62.533333° з. д.).
След смъртта му на 8 декември 1956 прахът му е разпръснат на 2 юли 1960 над водопада съгласно неговото желание.